# Brazylia

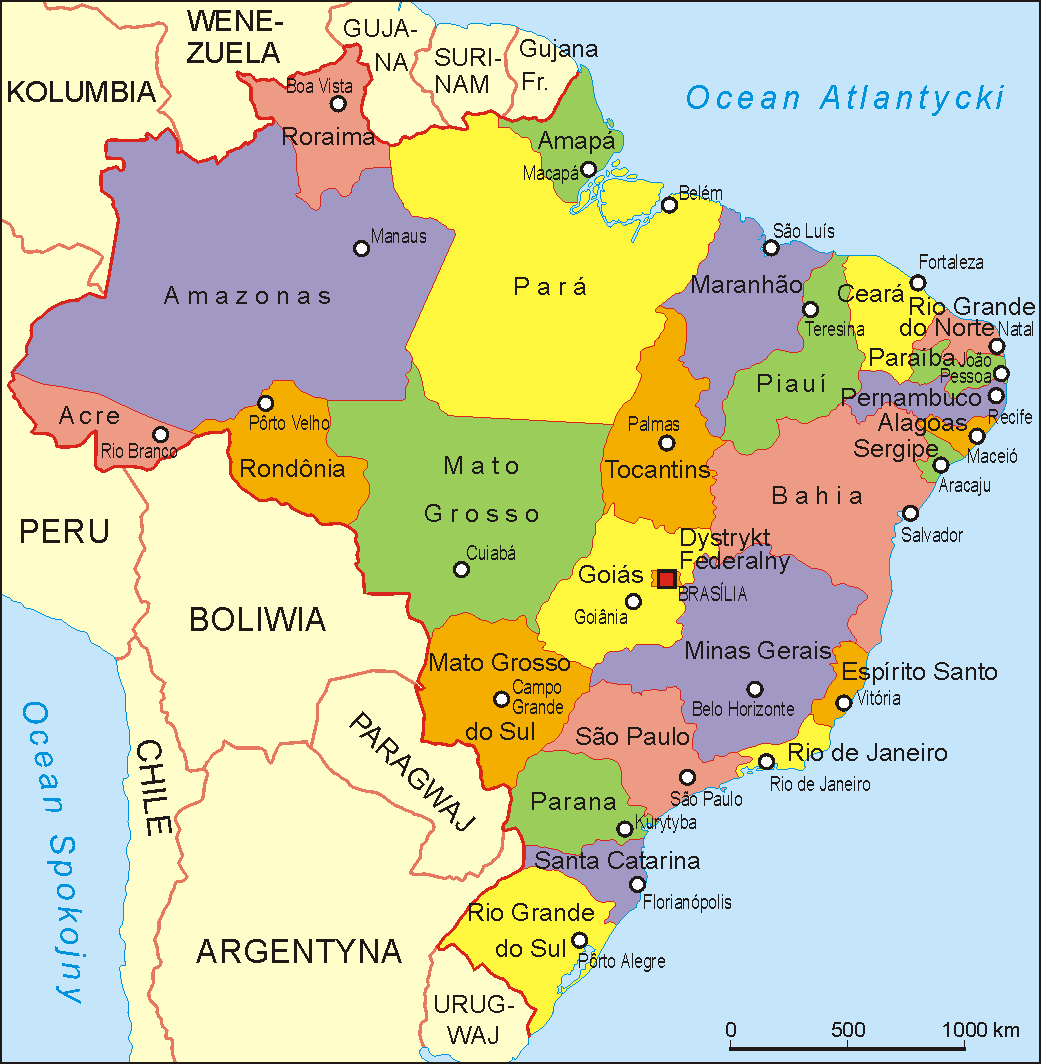
Mapa administracyjna Brazylii

Brazylia (port. Brasil, wymowaⓘ [bɾaˈziw]), oficjalnie Federacyjna Republika Brazylii (port. República Federativa do Brasil, wymowaⓘ) – państwo w Ameryce Południowej, położone we wschodniej części kontynentu, nad Oceanem Atlantyckim. Największe i najludniejsze państwo tego kontynentu, a jednocześnie jedno z największych i najludniejszych państw świata. Zajmuje obszar 8 515 767 km² (5. pod względem powierzchni na świecie), a zamieszkane jest przez 217 240 060 ludzi (szac. 2022, 7. na świecie). Stolicą kraju jest Brasília.
Brazylia przeważająco znajduje się w strefie klimatów tropikalnych, w południowej części kraju występuje klimat umiarkowany ciepły. Jest to kraj o zróżnicowanym krajobrazie, z przewagą formacji leśnych i sawann. Na północy kraju znajduje się dorzecze Amazonki, najrozleglejszy system rzeczny świata, a w jego obrębie jeden z największych obszarów równikowych lasów deszczowych.
Dawna kolonia portugalska, Brazylia uzyskała niepodległość w 1822 roku. Jest to kraj wieloetniczny; w 2010 roku 48% populacji stanowiła ludność biała (głównie potomkowie portugalskich osadników oraz późniejszych imigrantów z innych krajów europejskich), 43% Mulaci i Metysi, a 8% ludność czarna (w większości potomkowie sprowadzonych w epoce kolonialnej niewolników z Afryki). Ludność w dużej mierze rozmieszczona jest wzdłuż wybrzeża, w szczególności w jego południowo-wschodniej części, gdzie mieszczą się dwie największe metropolie kraju – Rio de Janeiro i São Paulo. Językiem urzędowym i ojczystym dla zdecydowanej większości mieszkańców jest portugalski. Dominującym wyznaniem jest katolicyzm (56,7% społeczeństwa w 2022 r.), znaczną liczbę wyznawców mają także kościoły protestanckie (26,9%).
W 2020 roku Brazylia była 8. pod względem wielkości gospodarką świata. Gospodarka kraju jest zdywersyfikowana; istotną rolę odgrywają rolnictwo, górnictwo, przemysł, jak i sektor usługowy. Jest to republika federalna z systemem prezydenckim. Walutą jest real brazylijski.

## Geografia

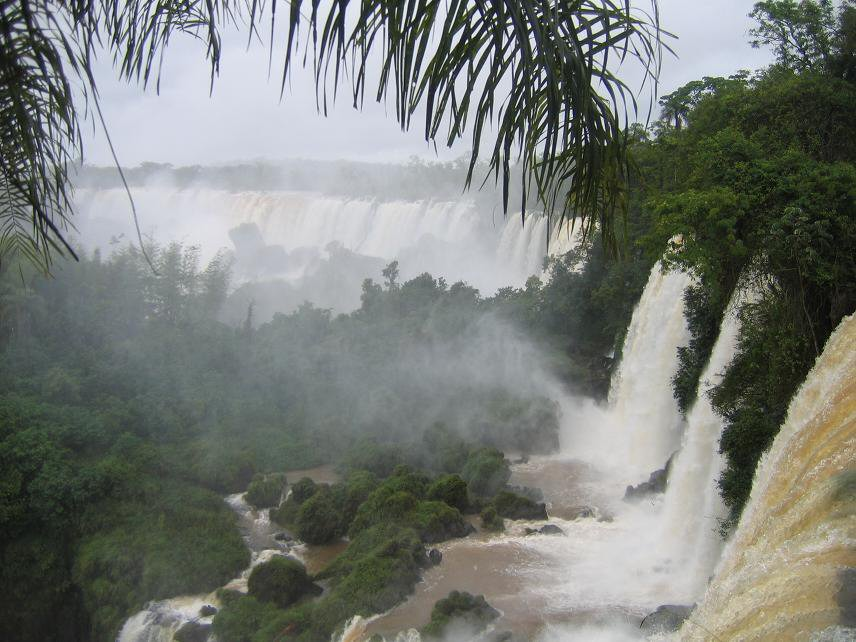
Wodospady Iguaçu

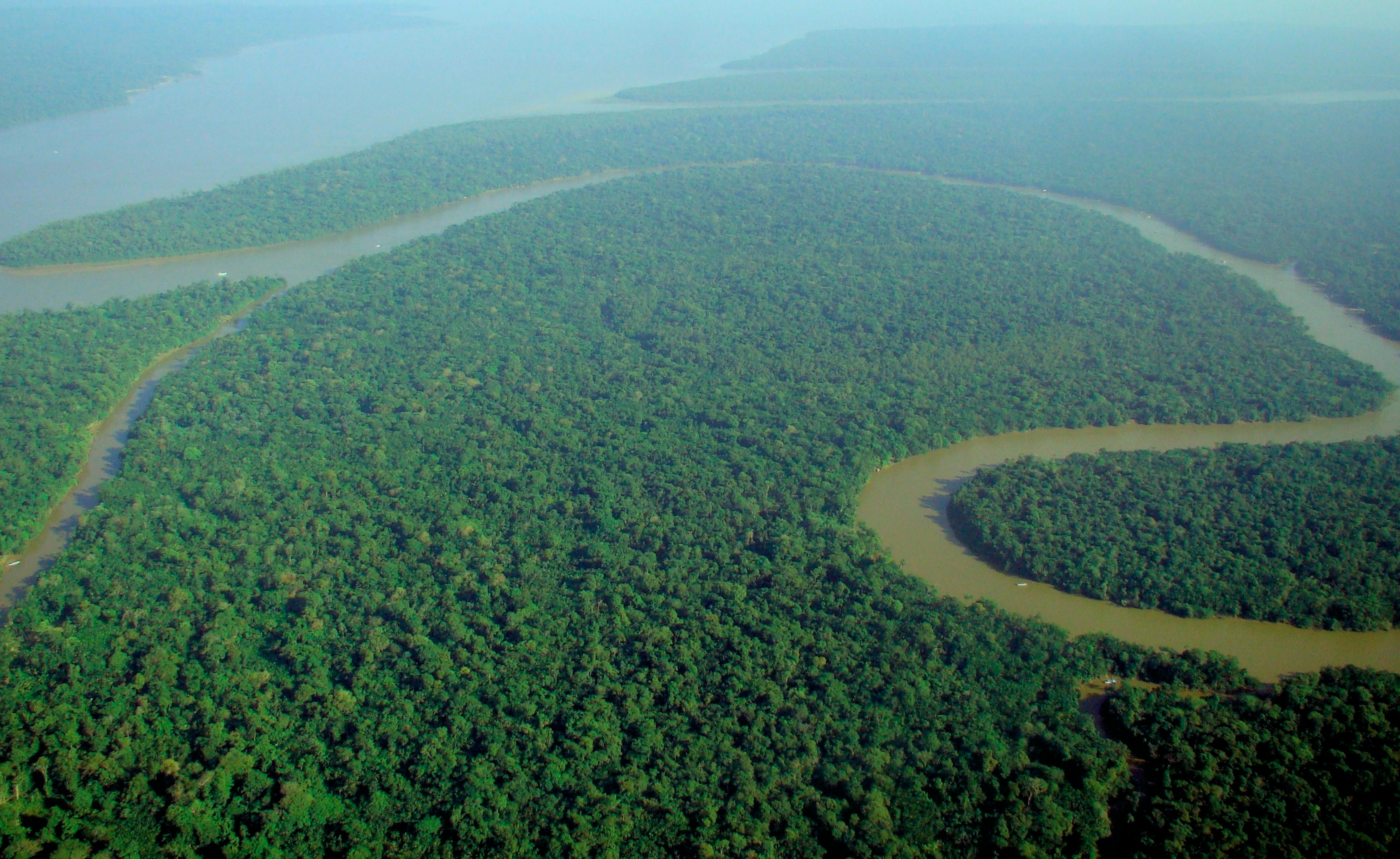
Amazonia

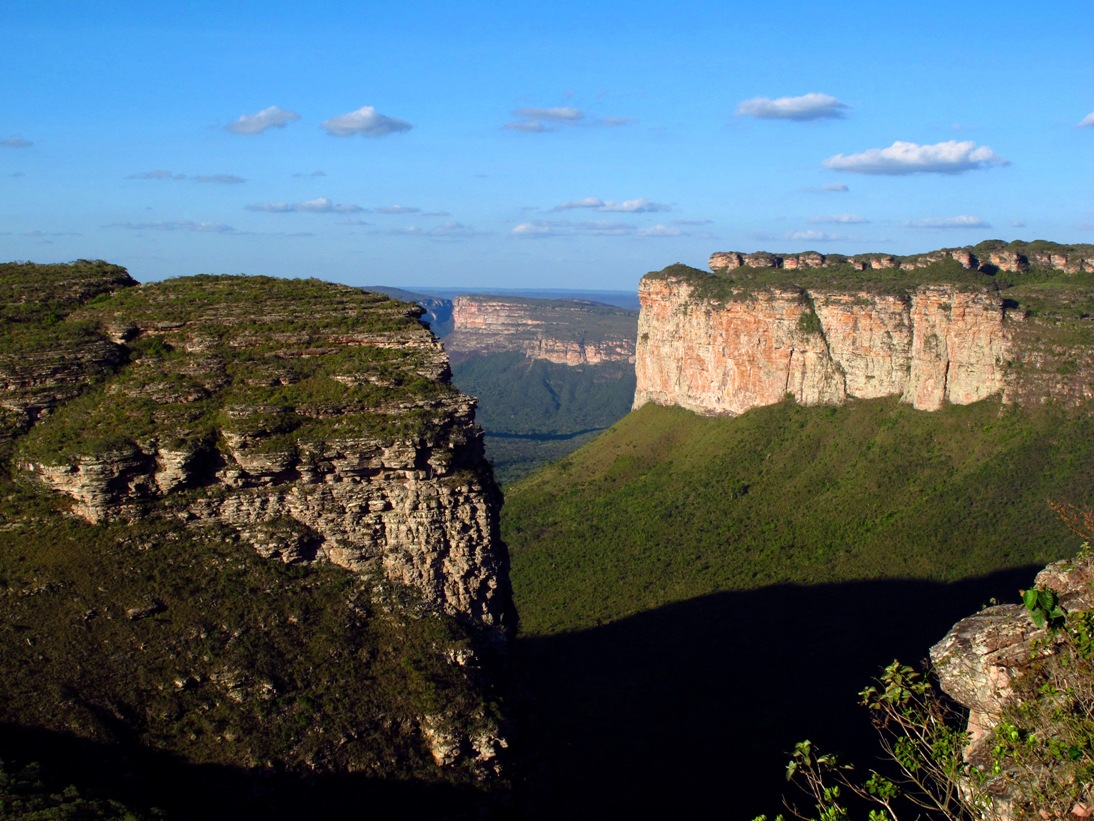
Chapada Diamantina, Bahia

Terytorium Brazylii zajmuje prawie połowę powierzchni Ameryki Południowej i rozciąga się w centrum i na wschodzie kontynentu, państwo położone jest nad Oceanem Atlantyckim.
Brazylia jest jedynym krajem na świecie, przez który równocześnie przebiegają równik i zwrotnik Koziorożca.
Długość wybrzeża Brazylii wynosi 7491 km. Kraj graniczy z dziesięcioma innymi państwami: Argentyną, Boliwią, Francją (Gujaną Francuską), Gujaną, Kolumbią, Paragwajem, Peru, Surinamem, Urugwajem oraz Wenezuelą.
Na terytorium Brazylii można wyróżnić trzy duże krainy geograficzne: część Wyżyny Gujańskiej na północy, Wyżynę Brazylijską na południowym wschodzie, oraz Nizinę Amazonki nazywaną Amazonią, na północy i północnym zachodzie. Poza tym na południowym zachodzie leży także część Niziny La Platy.
Najwyższym szczytem Brazylii jest Pico da Neblina – 2994 m n.p.m. – na Wyżynie Gujańskiej.
Największą rzeką Brazylii jest Amazonka, inne ważniejsze z rzek to:
- Paraná (z wielką zaporą Itaipu)
- Rio Negro
- São Francisco
- Xingu
- Madeira
- Tapajós
- Tocantins (z wielką zaporą Tucurui)
- Iguaçu (z wodospadem Iguaçu)

## Historia
Tereny dzisiejszej Brazylii były zasiedlone przez półkoczownicze plemiona Indian już przynajmniej 6 tys. lat przed odkryciem ich przez Portugalczyków w roku 1500. Przez następne 300 lat Brazylia została skolonizowana przez Portugalię. W kraju kolonizatorzy wprowadzili system oparty na pracy niewolniczej. W kraju powszechne były rebelie niewolników, a część zbiegów tworzyła na odległych od kolonialnej cywilizacji terenach własne osiedla zwane quilombos. Przeciw nim były organizowane wyprawy zbrojne. W roku 1808 książę Jan (późniejszy król Portugalii Jan VI) wraz z rodziną schronił się w Brazylii przed najazdem Napoleona Bonaparte na Portugalię. Na początku XIX wieku narastały tendencje separatystyczne i w roku 1822 książę-regent Pedro I ogłosił utworzenie samodzielnego Cesarstwa Brazylii. W roku 1889 jego następca Pedro II został obalony i została utworzona republika federacyjna.
Pod koniec XIX i w 1. połowie XX wieku do Brazylii napłynęło ponad 5 milionów imigrantów z Europy i Azji. W tym okresie dynamicznie postępowały industrializacja kraju i ekspansja w głąb interioru. Rządy demokratyczne były zastępowane przez dyktatury: w latach 1930–1945 w praktyce rządził Getúlio Vargas. Vargas do władzy doszedł na skutek wojskowego puczu, który następnie określono mianem rewolucji. Początkowo nowy rząd zobowiązał się do szybkiego oddania władzy, lecz zamiast tego zlikwidował kongres, zawiesił konstytucję, a gubernatorów zastąpił własnymi zwolennikami. W latach 30. doszło do trzech prób obalenia wojskowego rządu. W 1932 roku odbyło się powstanie konstytucjonalistów, w 1935 roku odbyła się antyrządowa rebelia zorganizowana przez komunistów, która wykorzystana została do wprowadzenia przez Vargasa pełnej dyktatury i cenzury prasy. Ostatnią próbą zbrojnego obalenia rządu był pucz faszystowski w 1938 roku. Mimo faszyzacji kraju Brazylia w okresie hiszpańskiej wojny domowej wsparła stronę republikańską walczącą z nacjonalistami. W okresie II wojny światowej Brazylia początkowo pozostała neutralna, a wojnę Niemcom i Włochom wypowiedziała w sierpniu 1942 roku. Pod wpływem wojny Vargas odrzucił wzorce faszyzujące i przyjął bardziej liberalną politykę. Po zwycięstwie aliantów w wojnie światowej, stał się kłopotliwy jako niedawny sojusznik światowych potęg i szybko został obalony w wojskowym puczu. Vargas na krótko powrócił do władzy w 1950 roku w wyniku wyborczego zwycięstwa utworzonej przez niego Brazylijskiej Partii Pracy. W pierwszej fazie prezydentury wprowadził szereg postępowych reform, a swoje rządy oparł na środowiskach lewicy. Pod naciskiem narodowców i lewicy prowadził politykę uprzemysłowienia kraju, rozwiązał problem państwowego monopolu naftowego „Petrobras”, ograniczył inwestycje obcego kapitału, wprowadził szereg prorobotniczych praw, zakończył działania rządu polegające na ingerencji w działanie związków zawodowych oraz przeprowadził rewizję płacy minimalnej. W 1952 roku zawarł układ militarny ze Stanami Zjednoczonymi Ameryki, jednak zachował się neutralnie, odmawiając wysłania wojsk brazylijskich do Korei. W ciągu drugiej kadencji kontynuował represje przeciwko ruchowi komunistycznemu. Stopniowo odchodził od postępowych reform, tracąc poparcie społeczeństwa i lewicy zmuszony został do walki o wpływy w konserwatywnie nastawionym wojsku. Jego rządy napotkały na silną opozycję, pomimo starań Vargasa największą opozycję stanowiły kręgi wojskowe. Była to reakcja na szereg skandali, które wiązały się z członkami jego administracji. Trzy lata po objęciu władzy na skutek kryzysu politycznego i zmuszeniu go przez wojsko do oddania władzy popełnił samobójstwo.
Po samobójstwie Vargasa powstało kilka krótkotrwałych rządów. W 1956 roku prezydentem został kandydat socjaldemokratów Juscelino Kubitschek de Oliveira. Kubitschek przyjął łagodną postawę wobec opozycji politycznej, dzięki czemu mógł rządzić bez poważniejszych kryzysów. W okresie jego rządów sektory gospodarki i przemysłu znacznie wzrosły. Największym sukcesem rządu socjaldemokratów okazała się budowa nowej stolicy kraju, Brasílii oddanej do użytku w 1960 roku. Następcą Kubitscheka został Jânio Quadros, który jednak podał się do dymisji w 1961 roku. Prezydenturę wówczas objął wiceprezydent João Goulart, który jako kandydat lewicy zobowiązał się do przeprowadzenia radykalnych reform społecznych. Zapowiedział przeprowadzenie reformy rolnej i nacjonalizację zagranicznych koncernów naftowych. Prezydent został obalony w wyniku zamachu stanu w kwietniu 1964 roku. Zamach zapoczątkował okres istnienia w Brazylii reżimu wojskowego.
Nowy system miał być przejściowy, jednak szybko zmienił się w dyktaturę. Reżim szeroko zastosował represje polityczne względem swoich przeciwników politycznych, w tym artystów i dziennikarzy. W opozycji przeciw rządom wojskowym doszło do powstania zbrojnych ruchów partyzanckich. Rząd Brazylii postanowił w ramach operacji Kondor wyeliminować także opozycję na emigracji. Pomimo brutalności i metod zbliżonych do totalitaryzmu, system na początku lat 70. zdobył poparcie sporego grona Brazylijczyków ze względu na ówczesny boom gospodarczy. Lata dyktatorskiej władzy skutecznie jednak zniechęciły społeczeństwo. Mimo rozbicia wojsk partyzanckich, rząd kontynuował politykę represji (która wcześniej była argumentowana walką z rebelią). W obliczu narastającego kryzysu społecznego i serii porażek gospodarczych rządu generał Ernesto Geisel zgodził się na pewną liberalizację życia publicznego, w 1979 roku wprowadził on ustawę o amnestii, która zapoczątkowała mozolny powrót do demokracji w okresie dekady lat 80.
Po dojściu do władzy lewicy i prezydenta Luli w 2003 roku Brazylia zaczęła wychodzić z głębokiego kryzysu ekonomiczno-społecznego, który był wynikiem olbrzymiego długu publicznego. Powodowało to pochłanianie znacznej części jej dochodu narodowego. Dało się zauważyć napływ inwestycji oraz znaczący rozwój gospodarczy. Pod rządami kolejnej prezydent, Dilmy Rousseff, kraj zbliżał się do socjalizmu, podobnie jak jego sąsiedzi Wenezuela i Argentyna.

## Ustrój polityczny

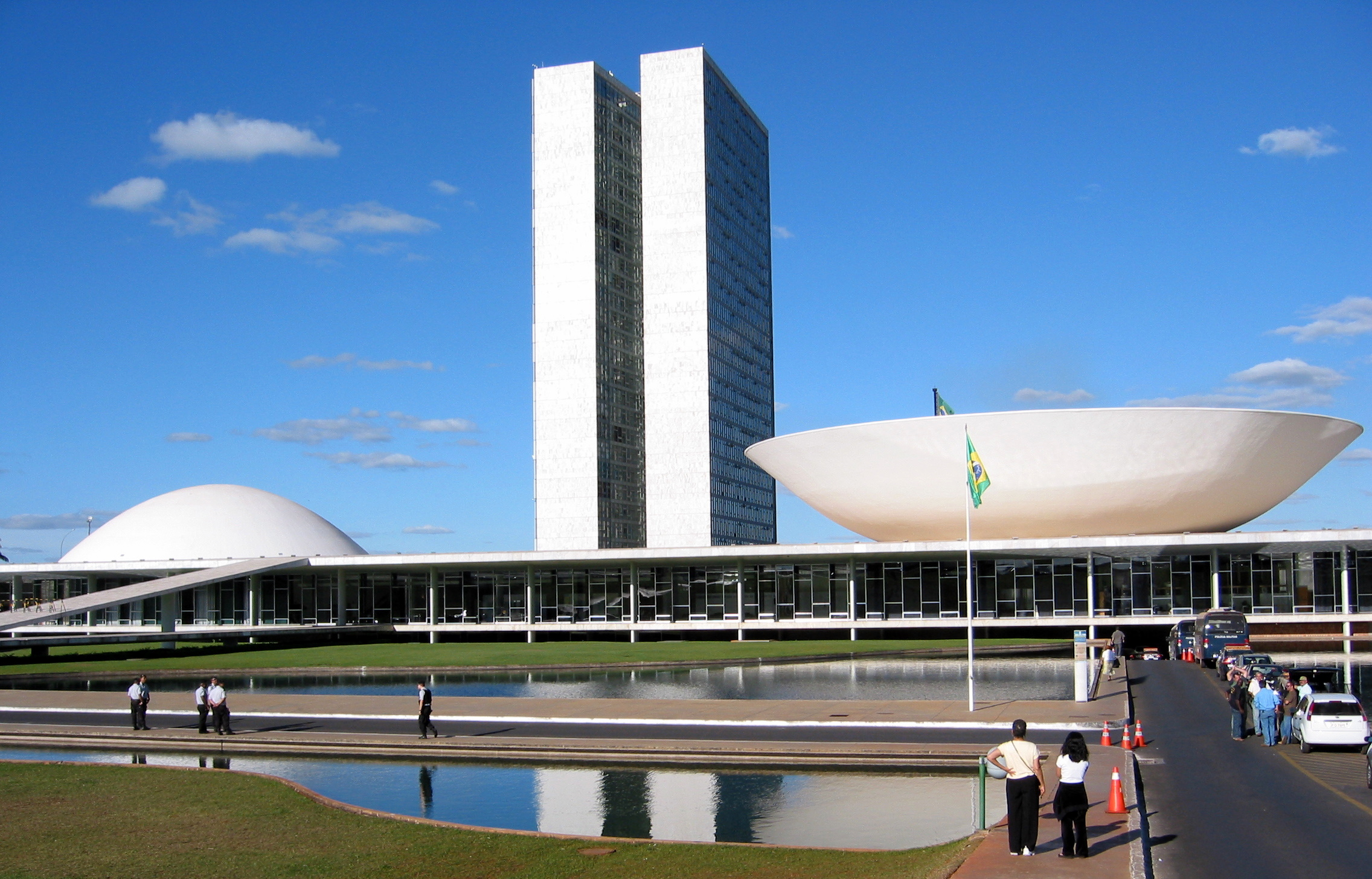
Budynek parlamentu – Kongresu Narodowego projektu Niemeyera

Brazylia jest republiką związkową podzieloną na 26 stanów i 1 dystrykt federalny. Konstytucja Brazylii została uchwalona w 1988. Głową państwa i szefem rządu jest wybierany w głosowaniu powszechnym na 4 lata prezydent. Obecnym prezydentem jest Luiz Inácio Lula da Silva.

## Podział administracyjny
Brazylia dzieli się na 26 stanów (port. estado) i 1 dystrykt federalny (port. Distrito Federal):
|              | Stan                | Stolica             | Ludność (mln) | Powierzchnia [km²] | os./km² |
| ------------ | ------------------- | ------------------- | ------------- | ------------------ | ------- |
| 1            | Acre                | Rio Branco          | 0,557         | 152 522            | 3,6     |
| 2            | Alagoas             | Maceió              | 2,82          | 27 819             | 101     |
| 3            | Amapá               | Macapá              | 0,477         | 142 816            | 3,3     |
| 4            | Amazonas            | Manaus              | 2,81          | 1 570 947          | 1,7     |
| 5            | Bahia               | Salvador            | 13,1          | 564 273            | 23      |
| 6            | Ceará               | Fortaleza           | 7,43          | 145 712            | 51      |
| 7            | Dystrykt Federalny  | Brasília            | 2,05          | 5802               | 353     |
| 8            | Espírito Santo      | Vitória             | 3,1           | 46 047             | 67      |
| 9            | Goiás               | Goiânia             | 5             | 340 118            | 14,7    |
| 10           | Maranhão            | São Luís            | 5,65          | 331 918            | 17      |
| 11           | Mato Grosso         | Cuiabá              | 2,5           | 903 386            | 2,7     |
| 12           | Mato Grosso do Sul  | Campo Grande        | 2,08          | 357 140            | 7,8     |
| 13           | Minas Gerais        | Belo Horizonte      | 17,9          | 586 552            | 30,5    |
| 14           | Pará                | Belém               | 6,19          | 1 247 703          | 4,9     |
| 15           | Paraíba             | João Pessoa         | 3,44          | 56 341             | 61      |
| 16           | Parana              | Kurytyba (Curitiba) | 9,56          | 199 282            | 48      |
| 17           | Pernambuco          | Recife              | 7,92          | 98 527             | 80      |
| 18           | Piauí               | Teresina            | 2,84          | 251 312            | 11      |
| 19           | Rio de Janeiro      | Rio de Janeiro      | 14,4          | 43 797             | 328,7   |
| 20           | Rio Grande do Norte | Natal               | 2,78          | 53 077             | 52      |
| 21           | Rio Grande do Sul   | Porto Alegre        | 11            | 281 734            | 39      |
| 22           | Rondônia            | Porto Velho         | 1,38          | 237 565            | 5,8     |
| 23           | Roraima             | Boa Vista           | 0,324         | 224 118            | 1,4     |
| 24           | Santa Catarina      | Florianópolis       | 5,36          | 95 285             | 56      |
| 25           | São Paulo           | São Paulo           | 37            | 248 177            | 149     |
| 26           | Sergipe             | Aracaju             | 1,78          | 21 962             | 81      |
| 27           | Tocantins           | Palmas              | 1,16          | 277 298            | 4       |
| Stan na 2000 |                     |                     |               |                    |         |

## Demografia[40]
| Metropolie          | Metropolie          | Metropolie    |
| Główne miasto       | Stan                | Ludność (mln) |
| ------------------- | ------------------- | ------------- |
| São Paulo           | São Paulo           | 21,3          |
| Rio de Janeiro      | Rio de Janeiro      | 12,4          |
| Belo Horizonte      | Minas Gerais        | 5,1           |
| Recife              | Pernambuco          | 4,0           |
| Brasília            | Dystrykt Federalny  | 4,0           |
| Porto Alegre        | Rio Grande do Sul   | 3,9           |
| Salvador            | Bahia               | 3,9           |
| Fortaleza           | Ceará               | 3,6           |
| Kurytyba            | Parana              | 3,4           |
| Goiânia             | Goiás               | 2,3           |
| Belém               | Pará                | 2,2           |
| Manaus              | Amazonas            | 2,1           |
| Campinas            | São Paulo           | 2,1           |
| Vitória             | Espírito Santo      | 1,8           |
| Santos              | São Paulo           | 1,7           |
| São José dos Campos | São Paulo           | 1,7           |
| São Luís            | Maranhão            | 1,4           |
| Natal               | Rio Grande do Norte | 1,3           |
| Maceió              | Alagoas             | 1,2           |

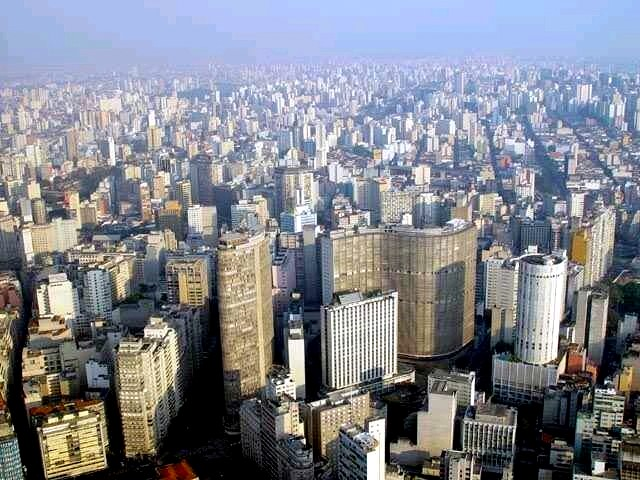
São Paulo

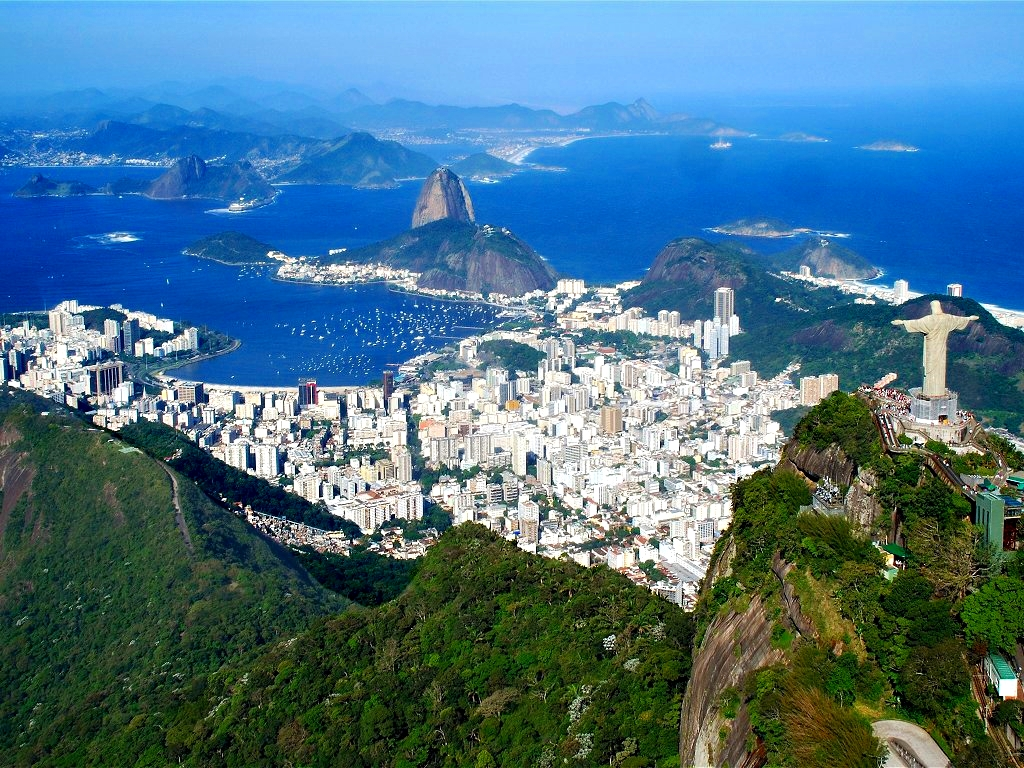
Rio de Janeiro

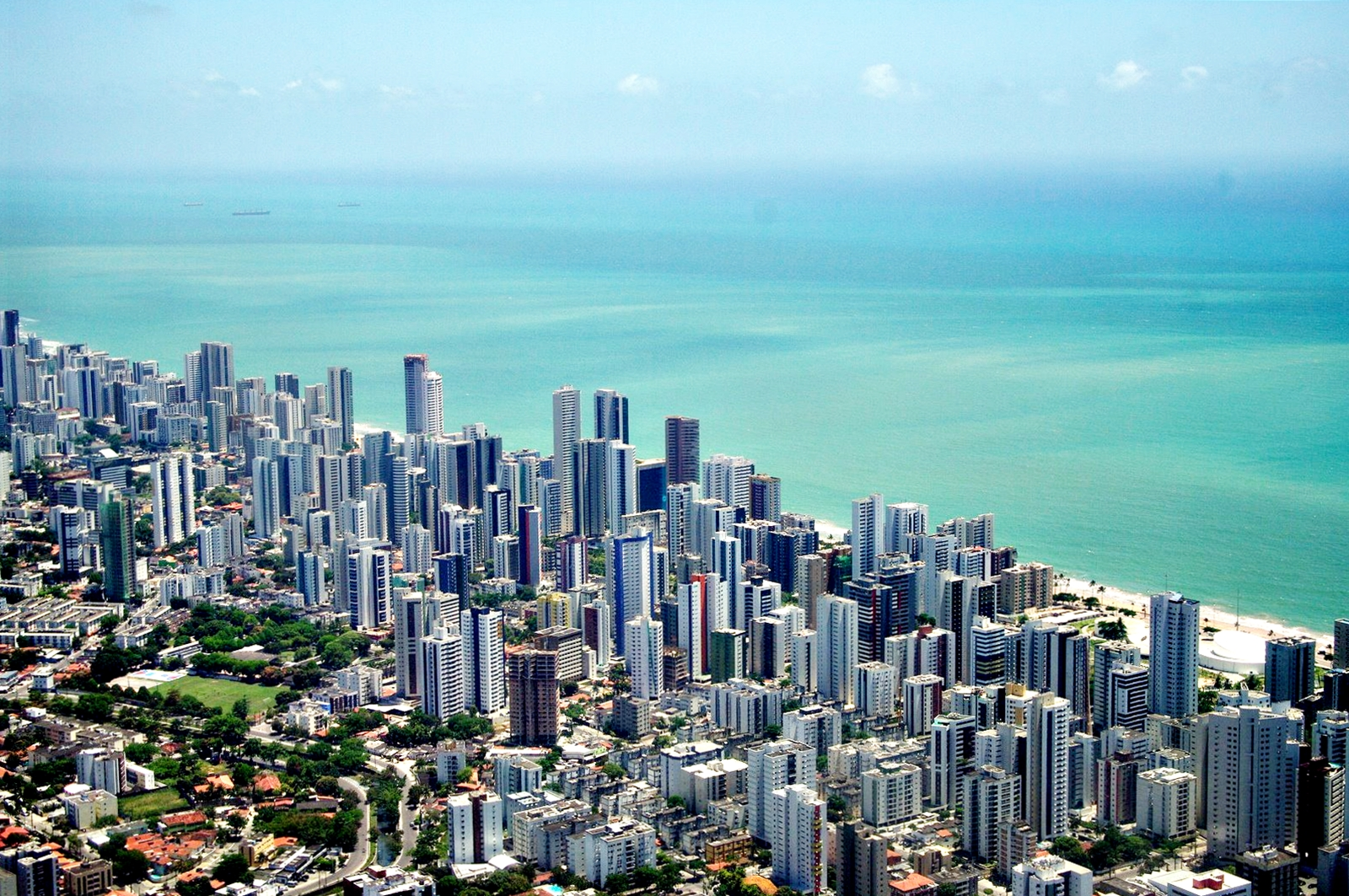
Recife

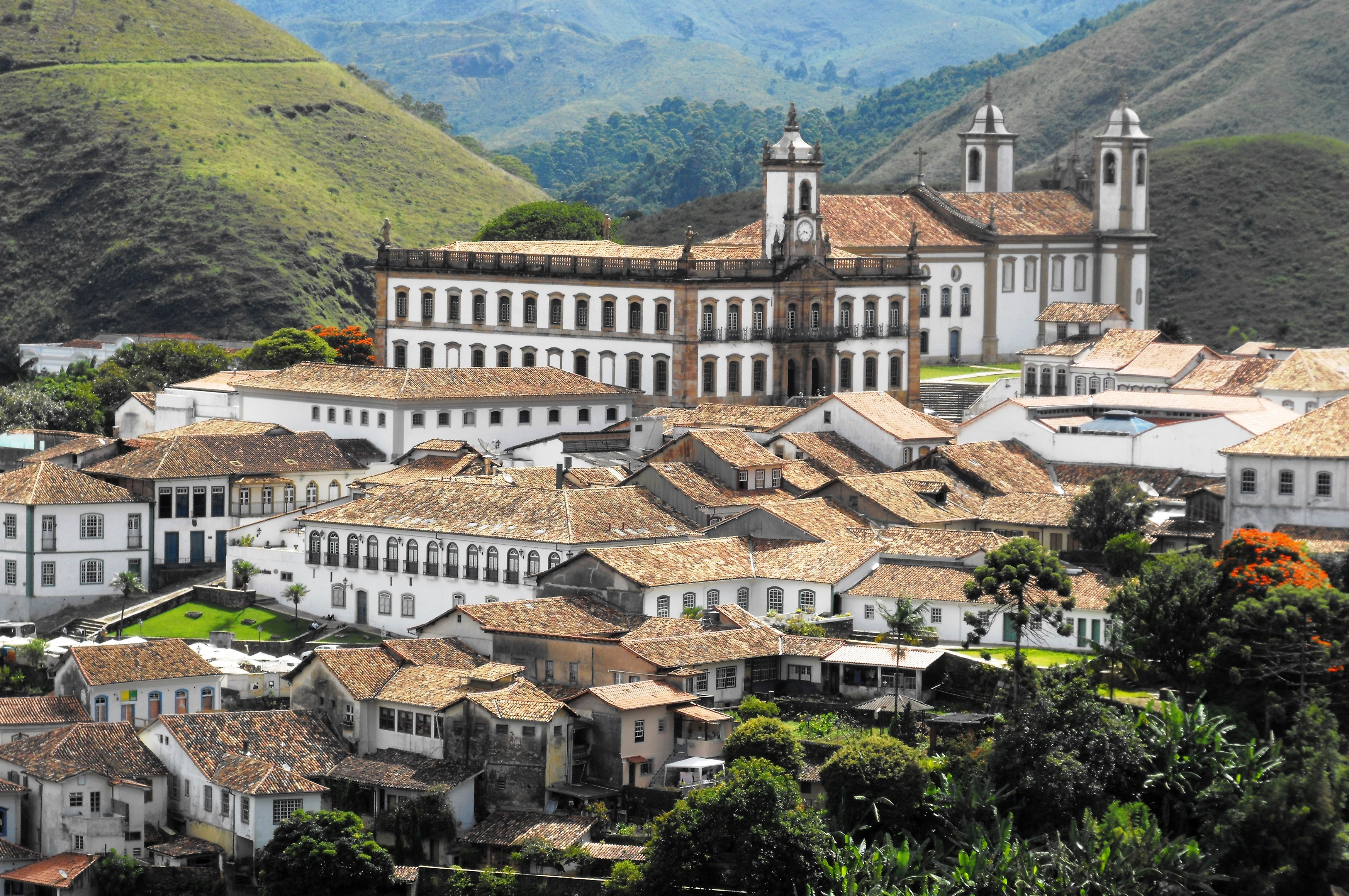
Ouro Preto, Minas Gerais

Współczesny skład etniczny Brazylii jest odzwierciedleniem jej historii. 47,7% mieszkańców Brazylii stanowią ludzie rasy białej, pardo (czyli ludzie mający białych, indiańskich i czarnych przodków, do pardo zaliczają się bowiem Mulat, Zambo i Metys) 43,1%, ludzie rasy czarnej 7,6%, Indianie 0,4%; Azjaci stanowią 1,1%.
Językiem urzędowym w Brazylii jest język portugalski, który jednak różni się znacznie od używanego w Portugalii. Przede wszystkim brazylijski jest bardziej miękki i melodyjny, jest też wzbogacony szeregiem słów i zwrotów z języków brazylijskich Indian i byłych niewolników z Afryki. Różni się także pisownią. W gminie São Gabriel da Cachoeira językami urzędowymi są dodatkowo języki indiańskie: nheengatu, tukano i baniwa. Poza tym w użyciu są także języki włoski, hiszpański, niemiecki oraz polski.

### Statystyki demograficzne
| (2015)                            | (2015)                                          |
| --------------------------------- | ----------------------------------------------- |
| Liczba ludności                   | 207 848 000                                     |
| Ludność według wieku              |                                                 |
| 0–14 lat                          | 26,2% (mężczyźni 27 219 651/kobiety 26 180 040) |
| 15–64 lat                         | 67% (mężczyźni 67 524,642/kobiety 68 809 357)   |
| ponad 64 lata                     | 6,7% (mężczyźni 5 796 433/kobiety 7 899 650)    |
| Wiek (mediana)                    |                                                 |
| W całej populacji                 | 29,3 lat                                        |
| Mężczyzn                          | 28,3 lat                                        |
| Kobiet                            | 30,1 lat                                        |
| Przyrost naturalny                | 1,134%                                          |
| Współczynnik urodzeń              | 17,79 urodzin/1000 mieszkańców                  |
| Współczynnik zgonów               | 6,36 zgonów/1000 mieszkańców                    |
| Współczynnik migracji             | –0,09 migrantów/1000 mieszkańców                |
| Ludność według płci               |                                                 |
| poniżej 15 lat                    | 1,04 mężczyzn/kobiet                            |
| 15–64 lat                         | 0,98 mężczyzna/kobietę                          |
| powyżej 64 lat                    | 0,73 mężczyzn/kobiet                            |
| w całej populacji                 | 0,98 mężczyzn/kobiet                            |
| Umieralność noworodków            |                                                 |
| W całej populacji                 | 21,17 śmiertelnych/1000 żywych                  |
| płci męskiej                      | 24,63 śmiertelnych/1000 żywych                  |
| płci żeńskiej                     | 17,53 śmiertelnych/1000 żywych                  |
| Oczekiwana długość życia          |                                                 |
| W całej populacji                 | 72,53 lat                                       |
| Mężczyzn                          | 68,97 lat                                       |
| Kobiet                            | 76,27 lat                                       |
| Współczynnik dorosłych z HIV/AIDS | 0,7% (2003)                                     |
| Liczba osób żyjących z HIV/AIDS   | 660 000 (2003)                                  |
| Liczba zmarłych na HIV/AIDS       | 15 000 (2003)                                   |

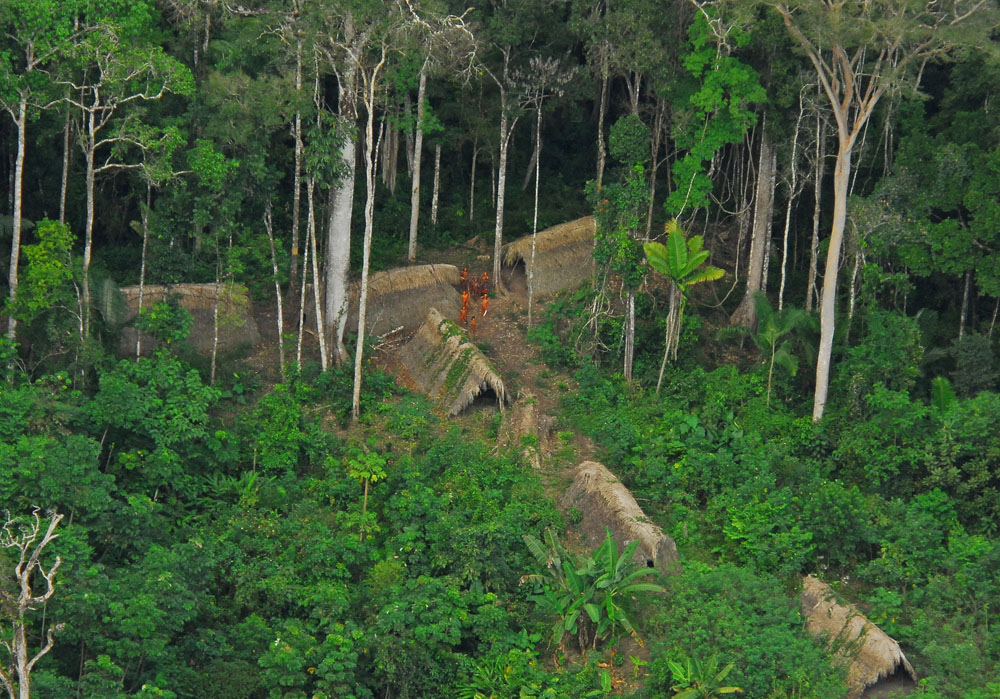
Członkowie izolowanego plemienia spotkani w Brazylii

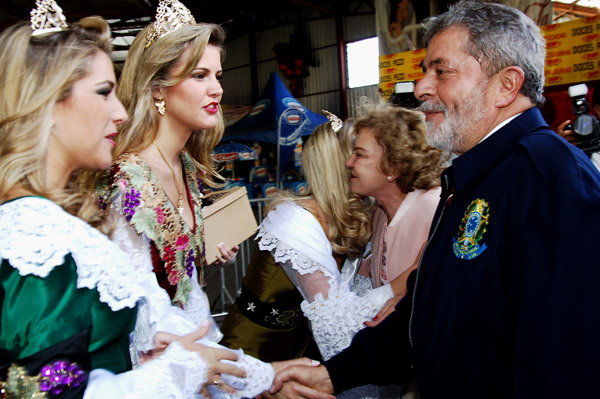
Biali Brazylijczycy

- Grupy etniczne: biali – 47,7%, pardo – 43,1%, czarni – 7,6%, resztę populacji stanowią głównie Indianie, Japończycy, Arabowie.
- Języki: portugalski (urzędowy), włoski, hiszpański.

## Gospodarka

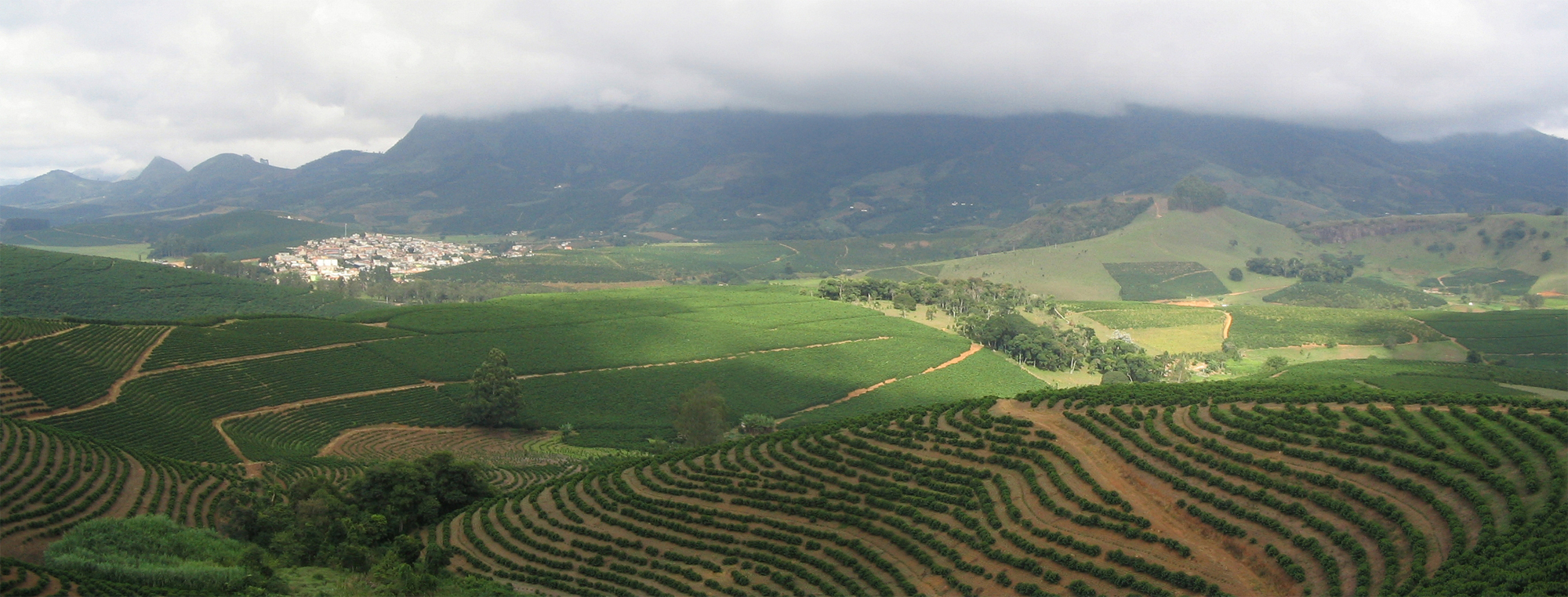
Kawa w São João do Manhuaçu, Minas Gerais

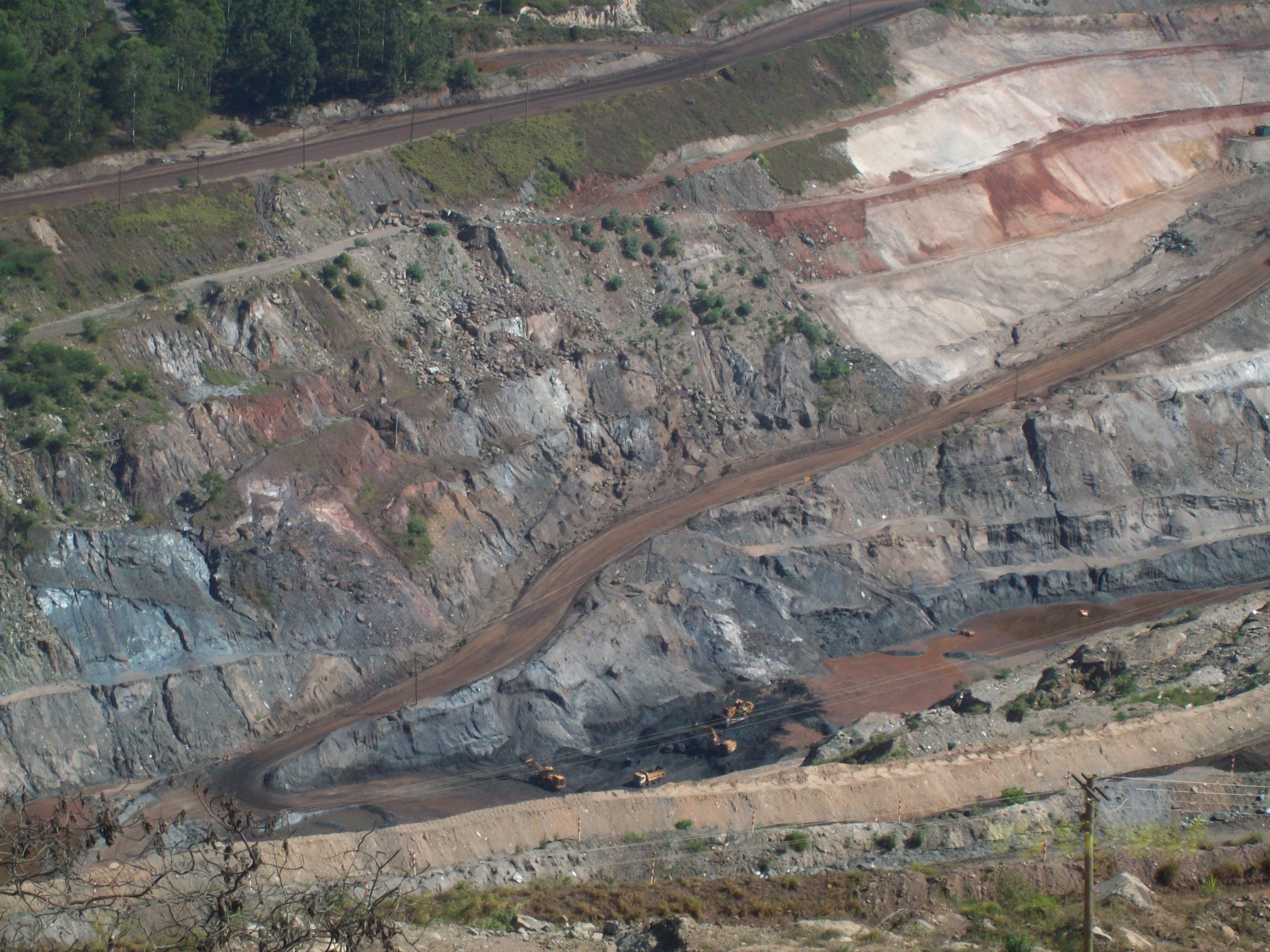
Kopalnia żelaza w Itabira

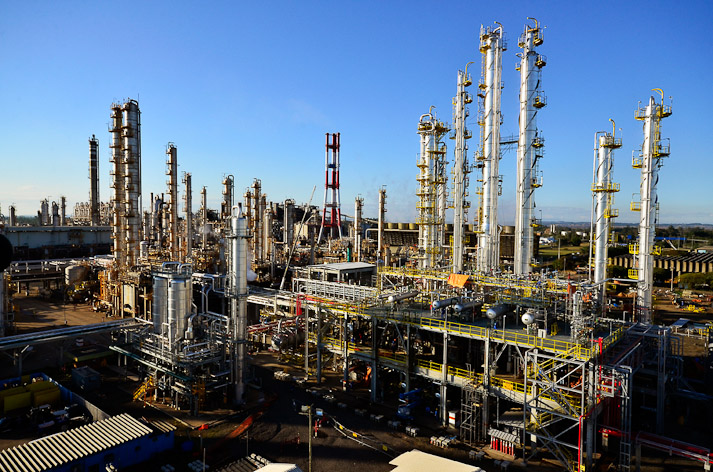
Braskem, największy przemysł chemiczny w Brazylii

Gospodarka kraju opiera się na eksploatacji bogatych zasobów naturalnych, rolnictwie (największa na świecie ilość upraw kawy) i szybko rozwijającym się przemyśle.
W roku 2008 PKB wyniósł 1665 mld USD (10 326 USD na jednego mieszkańca). Pewien problem stanowi wysokie zadłużenie zagraniczne przekraczające 179 mld USD, jednak cały dług nie przekracza bezpiecznego poziomu 50% PKB.
W 2019 roku Brazylia była największym na świecie producentem trzciny cukrowej, soi, kawy i pomarańczy, drugim producentem papai, trzecim producentem kukurydzy, tytoniu i ananasa, czwartym producentem bawełny i manioka, piątym producentem kokosa i cytryny, szóstym producentem kakao i awokado, dziewiątym producentem ryżu, dziesiątym producentem pomidorów i jedenastym producentem winogron i jabłek. Kraj jest również dużym producentem bananów, ale prawie cała produkcja przeznaczona jest na konsumpcję krajową. Brazylia produkuje również duże ilości fasoli, orzeszków ziemnych, ziemniaków, marchwi, nerkowca, mandarynek, persimmon, truskawek, guarany, gujawy, açaí, orzecha brazylijskiego, oraz yerba mate. Trzcina cukrowa jest wykorzystywana do produkcji cukru, ale także do produkcji etanolu, który jest używany do obsługi floty pojazdów (sektor etanolu to biopaliwa).
W produkcji białek zwierzęcych Brazylia jest dziś jednym z największych krajów na świecie. W 2019 roku kraj był największym na świecie eksporterem mięsa kurczaka. Był także drugim co do wielkości producentem mięsa wołowego, trzecim co do wielkości producentem mleka na świecie, czwartym co do wielkości producentem mięsa wieprzowego na świecie i siódmym co do wielkości producentem jaj.
W sektorze wydobywczym Brazylia wyróżnia się wydobyciem rudy żelaza (gdzie jest eksporterem do państw drugiego świata), miedzi, złota, boksytu (jeden z 5 największych producentów na świecie), manganu (jeden z 5 największych producentów na świecie), cyny (jeden z największych producentów na świecie), niobu (skupia 98% światowych rezerw) i niklu. W odniesieniu do kamieni szlachetnych Brazylia jest największym na świecie producentem ametystu, topazu, agatu i jednym z głównych producentów turmaliny, szmaragdów, akwamaryny i granatu.
Sektor wtórny jest oparty na gałęziach przemysłu. Brazylia jest liderem przemysłowym w Ameryce Łacińskiej. W przemyśle spożywczym w 2019 r. Brazylia była drugim co do wielkości eksporterem przetworzonej żywności na świecie. W 2016 roku kraj był drugim co do wielkości producentem celulozy na świecie i ósmym producentem papieru. W przemyśle obuwniczym w 2019 r. Brazylia zajęła 4. miejsce wśród światowych producentów. W 2019 roku kraj był ósmym producentem pojazdów i dziewiątym producentem stali na świecie. W 2018 r. przemysł chemiczny Brazylii zajmowała 8. miejsce na świecie. Pod względem przemysłu tekstylnego Brazylia należała do 5 największych światowych producentów w 2013 r., jest jednak bardzo słabo zintegrowana z handlem światowym. W branży lotniczej Brazylia ma Embraer, trzeciego największego producenta samolotów na świecie, ustępując jedynie Boeingowi i Airbusowi.

## Energia

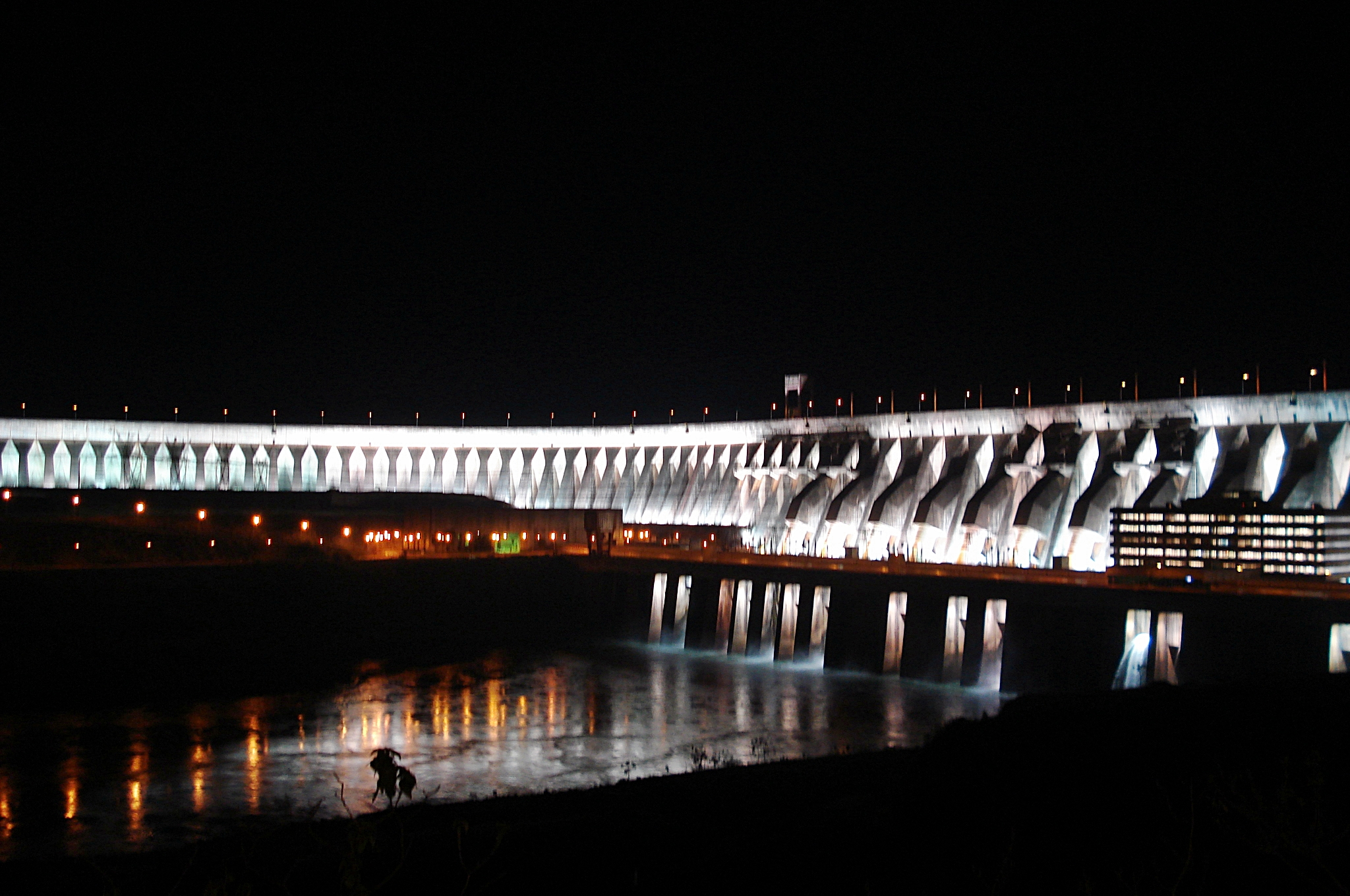
Zapora wodna Itaipu

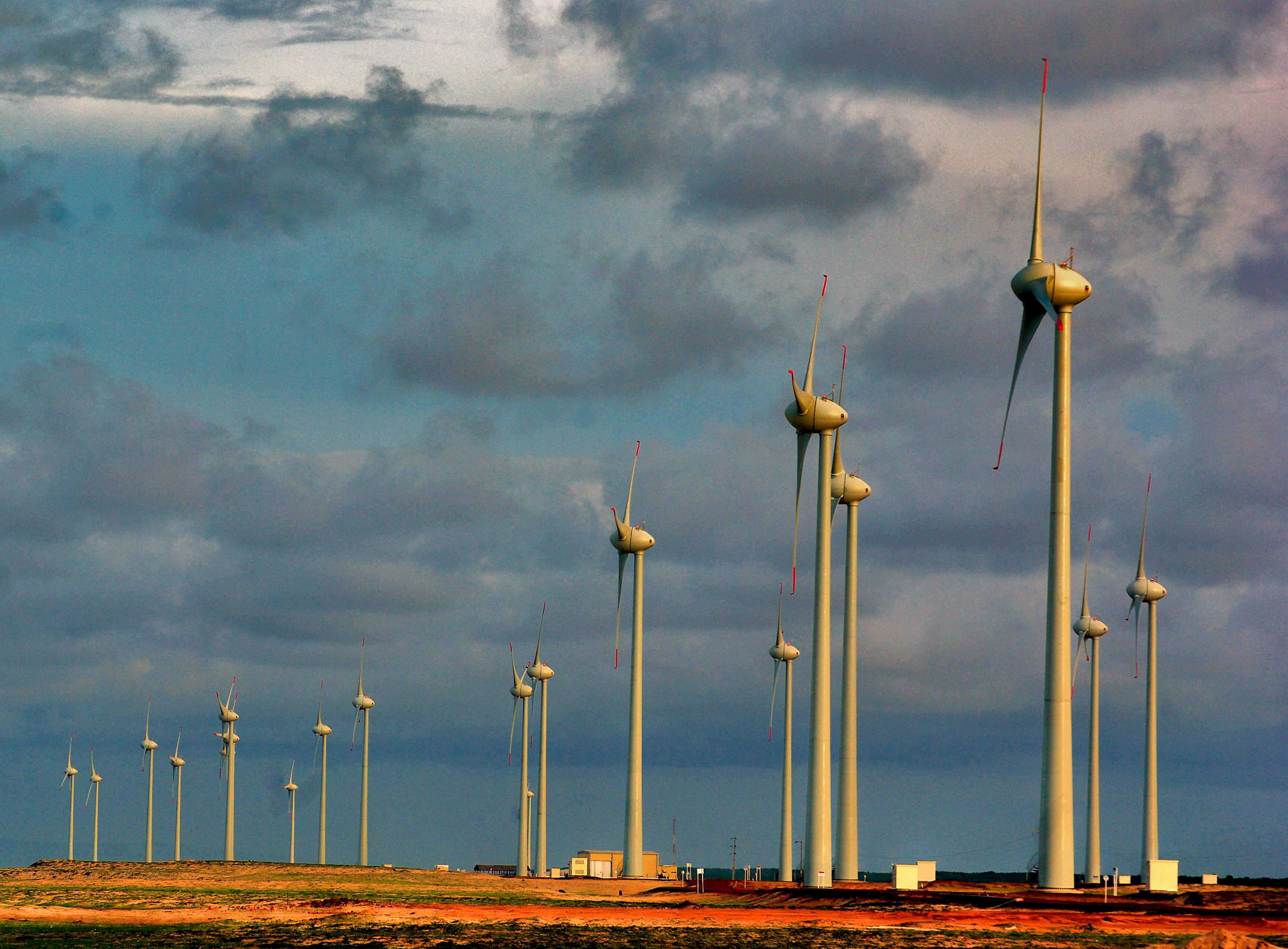
Energia wiatru w Parnaíba

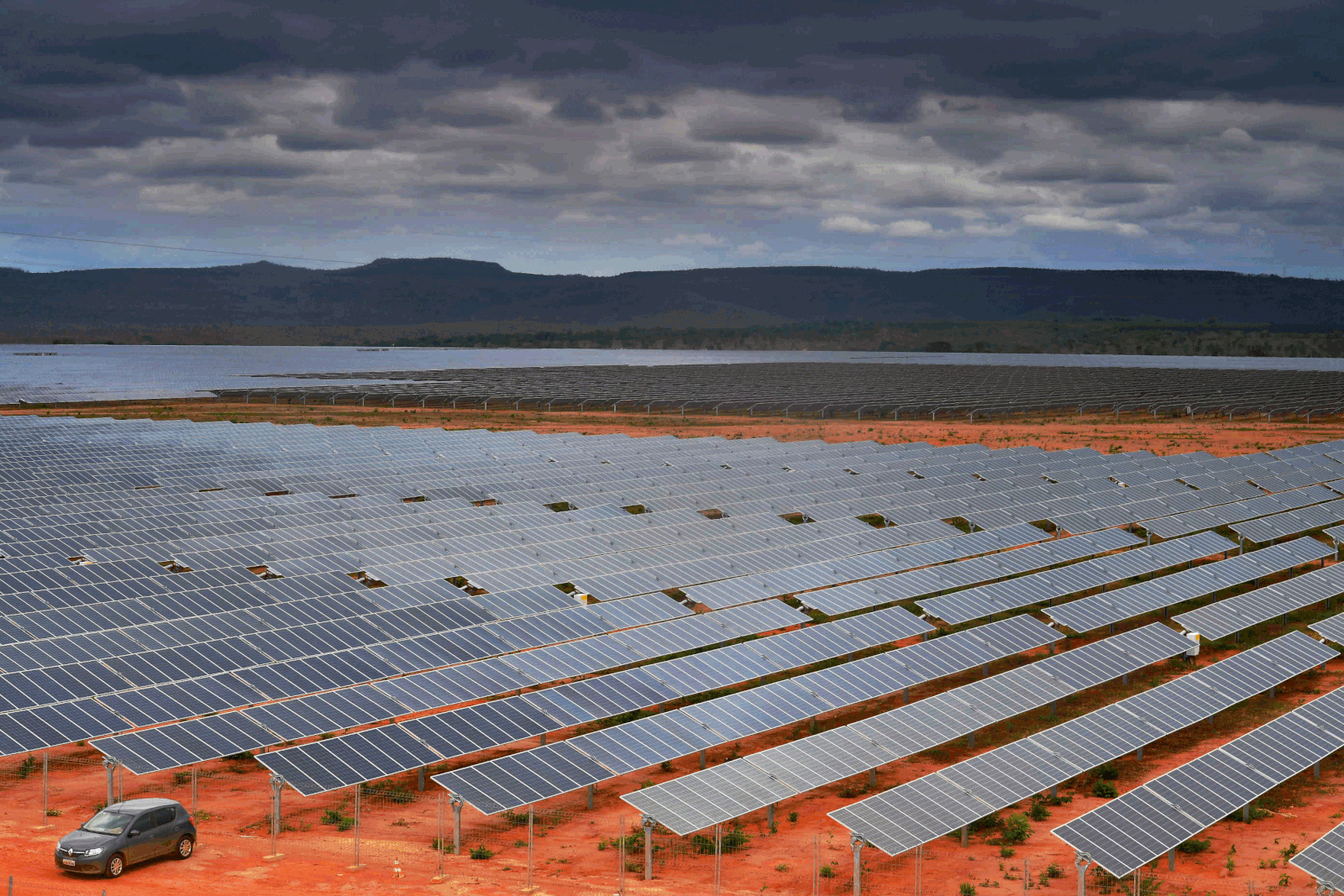
Kompleks solarny Pirapora, największy w Brazylii i Ameryce Łacińskiej o mocy 321 MW

Przez dziesięciolecia rząd brazylijski podejmował ambitny program zmniejszenia zależności od importowanej ropy. Wcześniej import stanowił ponad 70% zapotrzebowania kraju na ropę, ale Brazylia stała się samowystarczalna w zakresie ropy w latach 2006–2007. Brazylia była dziesiątym co do wielkości producentem ropy naftowej na świecie w 2019 roku, z 2,8 mln baryłek dziennie. Produkcja zaspokaja zapotrzebowanie kraju. Na początku 2020 roku przy wydobyciu ropy i gazu ziemnego kraj po raz pierwszy przekroczył 4 mln baryłek ekwiwalentu ropy dziennie. W styczniu 2021 roku wydobywano dziennie 3,168 mln baryłek ropy oraz 138 753 mln m³ gazu ziemnego. W 2019 r. Rio de Janeiro było największym producentem ropy naftowej i gazu ziemnego w Brazylii, wytwarzając 71% całkowitego wolumenu. São Paulo zajmuje drugie miejsce z udziałem 11,5% w całkowitej produkcji.
Brazylia jest jednym z czołowych światowych producentów energii hydroelektrycznej. W 2019 roku Brazylia miała czynnych 217 hydroelektrowni o mocy zainstalowanej 98 581 MW, co stanowi 60,16% krajowej produkcji energii. W sumie produkcja energii elektrycznej w Brazylii osiągnęła w 2019 r. 170 000 megawatów mocy zainstalowanej, z czego ponad 75% pochodziło ze źródeł odnawialnych (w większości z hydroelektrowni). Na koniec 2021 r. Brazylia była drugim krajem na świecie pod względem zainstalowanej mocy hydroelektrycznej (109,4 GW).
W 2013 r. Region Południowo-Wschodni wykorzystywał około 50% obciążenia Krajowego Systemu Zintegrowanego (SIN), będącego głównym regionem zużywającym energię w kraju. Zainstalowana moc wytwórcza energii elektrycznej w regionie wyniosła prawie 42 500 MW, co stanowi około jednej trzeciej mocy wytwórczej Brazylii. Produkcja hydroenergetyczna stanowiła 58% mocy zainstalowanej w regionie, a pozostałe 42% zasadniczo odpowiadało wytwarzaniu energii cieplnej. São Paulo reprezentowało 40% tej zdolności; Minas Gerais o około 25%; Rio de Janeiro – 13,3%; a Espírito Santo reprezentował resztę. Region Południowy jest właścicielem zapory wodnej Itaipu, która przez kilka lat była największą elektrownią wodną na świecie, aż do inauguracji Tamy Trzech Przełomów w Chinach. Pozostaje drugą co do wielkości działającą elektrownią wodną na świecie. Brazylia jest współwłaścicielem zakładu Itaipú wraz z Paragwajem: tama znajduje się na rzece Paraná, położonej na granicy między państwami. Posiada zainstalowaną moc wytwórczą 14 GW dla 20 jednostek wytwórczych o mocy 700 MW każda. Region Północny posiada duże elektrownie wodne, takie jak Zapora Belo Monte i Zapora Tucuruí, które wytwarzają dużą część krajowej energii. Potencjał hydroenergetyczny Brazylii nie został jeszcze w pełni wykorzystany, więc kraj ten nadal ma możliwość budowy kilku elektrowni odnawialnych na swoim terytorium.
Potencjał brutto zasobów wiatrowych Brazylii oszacowano w 2019 r. na około 500 GW (tylko na lądzie), czyli tyle energii, aby zaspokoić trzykrotnie obecne zapotrzebowanie państwa. Według ONS, od lipca 2022 r. całkowita moc zainstalowana wyniosła 22 GW, przy średnim współczynniku mocy 58%. Chociaż średni światowy współczynnik zdolności wytwarzania energii wiatrowej wynosi 24,7%, istnieją obszary na północy Brazylii, szczególnie w stanie Bahia, gdzie niektóre farmy wiatrowe rejestrują średni współczynnik mocy wyższy niż 60%; średni współczynnik przepustowości w regionie północno-wschodnim wynosi 45% na wybrzeżu i 49% w głębi terytorium. W 2019 roku energia wiatrowa stanowiła 9% energii wytworzonej w państwie W 2021 roku Brazylia była 7. państwem na świecie pod względem zainstalowanej energii wiatrowej (21 GW) i 4. największym producentem energii wiatrowej na świecie (72 TWh), ustępując jedynie Chinom, USA i Niemcom.
Według ONS w październiku 2022 r. całkowita zainstalowana moc fotowoltaicznej energii słonecznej wynosiła 21 GW, przy średnim współczynniku mocy 23%. Niektóre z najbardziej napromieniowanych stanów brazylijskich to MG („Minas Gerais”), BA („Bahia”) i GO (Goiás), które w rzeczywistości mają światowe rekordy pod względem poziomu napromieniowania. W 2019 roku energia słoneczna stanowiła 1,27% energii wytworzonej w państwie. W 2021 r. Brazylia była 14. państwem na świecie pod względem zainstalowanej energii słonecznej (13 GW) i 11. największym producentem energii słonecznej na świecie (16,8 TWh).
W 2021 r. Brazylia była również drugim co do wielkości państwem na świecie pod względem produkcji energii przez Biomasę (produkcja energii z biopaliw stałych i odpadów odnawialnych), z wynikiem 15,8 GW.

## Transport

System drogowy w Brazylii z drogami dwujezdniowymi zaznaczonymi na czerwono

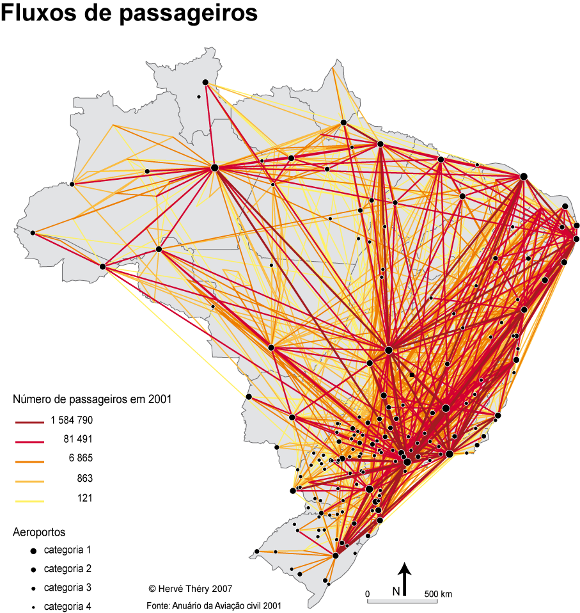
Przepływ pasażerów między głównymi portami lotniczymi w Brazylii (2001)

Brazylia ma ponad 1,7 miliona km dróg lądowych, z czego 215 tys. km to drogi utwardzone, a około 14 tys. km to autostrady i inne drogi dwujezdniowe. Dwie najważniejsze autostrady w kraju to BR-101 i BR-116.
W Brazylii jest ponad 2000 lotnisk, co daje drugą co do wielkości liczbę lotnisk na świecie, po Stanach Zjednoczonych. Największe z nich to Port lotniczy São Paulo-Guarulhos, Port lotniczy Rio de Janeiro-Galeão, Port lotniczy Brasília, Port lotniczy Belo Horizonte, Port lotniczy Porto Alegre-Salgado Filho, Port lotniczy Florianópolis-Hercílio Luz, Port lotniczy Cuiabá-Marechal Rondon, Port lotniczy Salvador-Magalhães, Port lotniczy Recife, Port lotniczy Fortaleza, Port lotniczy Belém-Val de Cães i Port lotniczy Manaus.
Brazylijska sieć kolejowa ma łączną długość ok. 30 tys. km.
W Brazylii znajdują się też ruchliwe porty wodne, m.in. w Santos, Rio de Janeiro, Paranaguá, Itajaí, Rio Grande i São Francisco do Sul. Spośród głównych brazylijskich dróg wodnych wyróżniają się dwie: droga wodna Tietê-Paraná (która ma długość 2400 km, 1600 km na rzece Paraná i 800 km na rzece Tietê) i droga wodna Solimões-Amazonas (składa się z dwóch odcinków: Solimões, o długości około 1600 km, i Amazonas, o długości 1650 km). Najważniejsze z ekonomicznego punktu widzenia odcinki dróg wodnych znajdują się na południowym wschodzie i południu kraju.

## Kultura

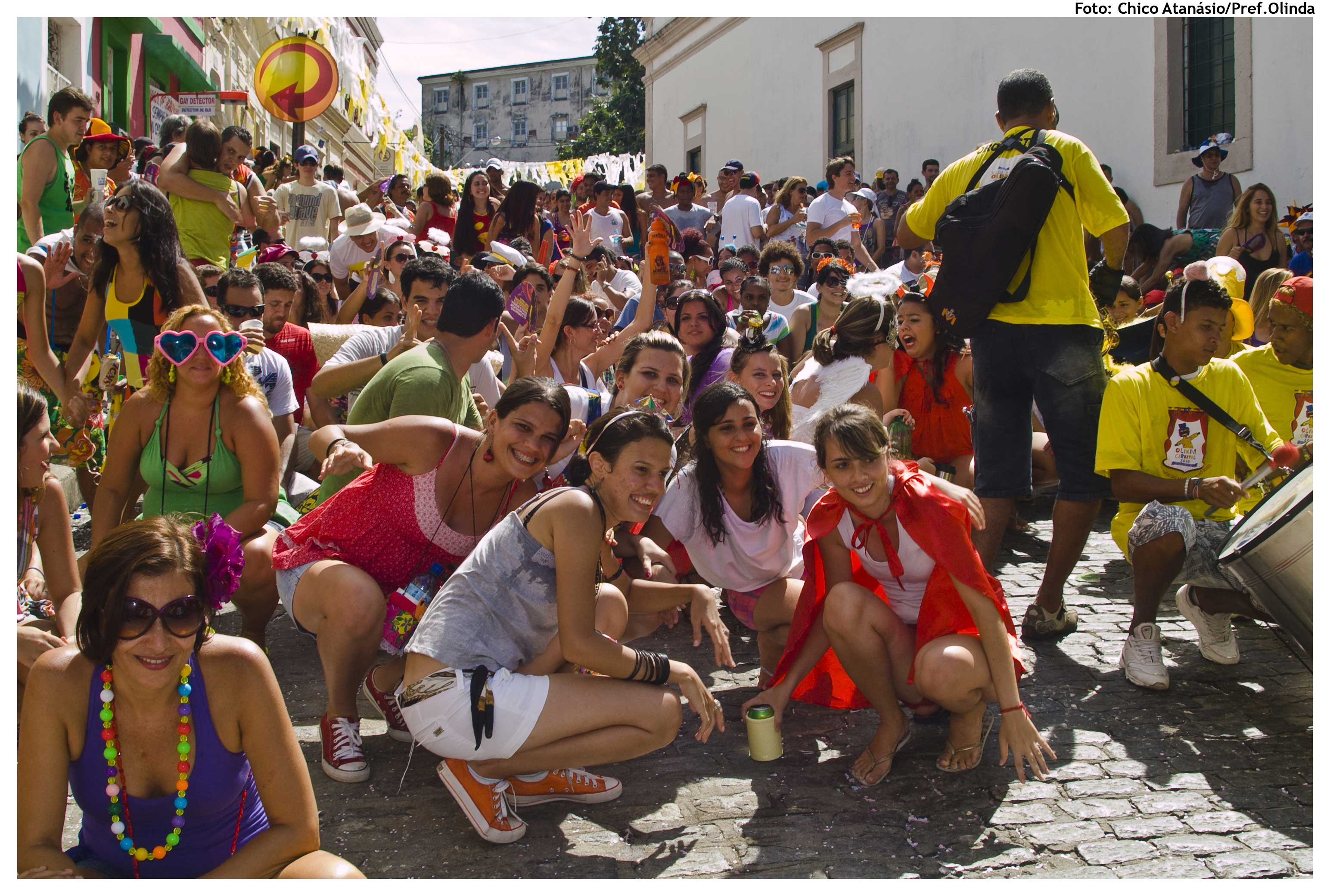
Karnawał w Olindzie

Przemieszanie elementów europejskich, afrykańskich i amerykańskich wytworzyło nową oryginalną kulturę. Najsłynniejszym festiwalem rozsławiającym Brazylię na cały świat jest odbywający się przed wielkim postem karnawał w Rio de Janeiro. Zawsze zaczyna się w sobotę przed Środą Popielcową i trwa nieprzerwanie cztery dni i noce. W czasie karnawału mieszkańcy gromadzą się na ulicach, plażach oraz klubach, aby wspólnie śpiewać i tańczyć. Narodowym tańcem jest Samba przywieziona przez niewolników z Angoli. Pod koniec karnawału w Rio odbywa się konkurs szkół Samby. Występują one wtedy na Sambodromie – teatrze pod gołym niebem. Największym rzeźbiarzem okresu kolonialnego był Aleijadinho. Autorem narodowej powieści pod tytułem Os Sertões jest Euclides da Cunha.

## Religia

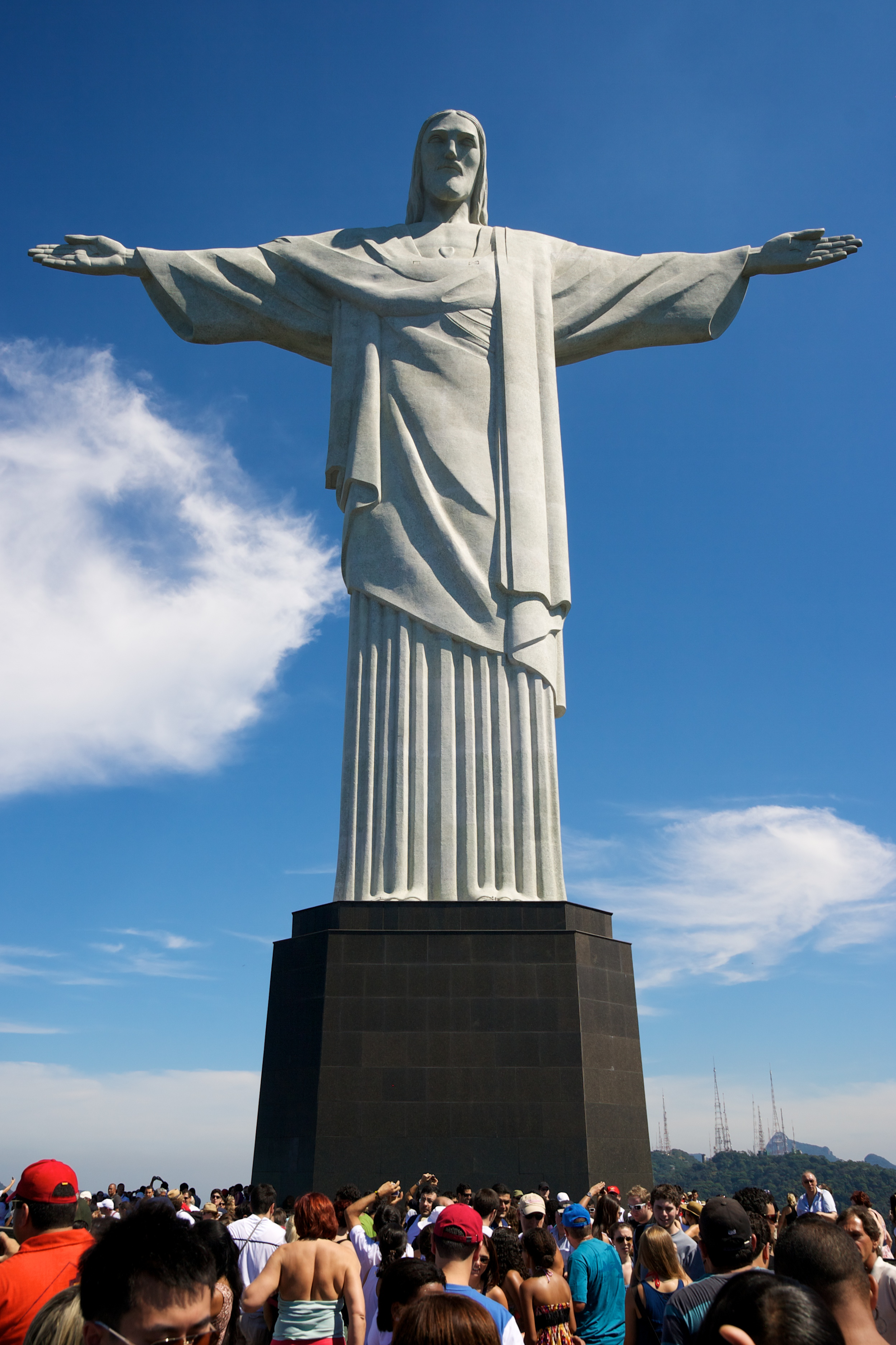
Statua Chrystusa Zbawiciela w Rio de Janeiro

Brazylia historycznie była kojarzona z katolicyzmem, jednak dane z Brazylijskiego Spisu Powszechnego 2022 (opublikowane w czerwcu 2024 roku przez IBGE) ukazują wyraźny trend spadkowy w liczbie katolików i równoczesny, wzrost kościołów ewangelikalnych, w tym zwłaszcza zielonoświątkowych, a także rosnącą grupę osób niedeklarujących przynależności religijnej.
- Katolicyzm: Mimo historycznej dominacji, odsetek katolików w Brazylii spadł do 56,75% populacji[11]. Jest to znaczący spadek w porównaniu do 64,6% w 2010 roku i ponad 80% w latach 80. XX wieku. Największy odsetek katolików tradycyjnie utrzymuje się w regionach Północno-Wschodnim (63,9%) i Południowym (62,4%)[133].
- Protestantyzm (ewangelikalny): Ta kategoria odnotowała gwałtowny wzrost, osiągając 26,85% społeczeństwa (wzrost z 21,6% w 2010 roku)[11]. Wzrost ten jest w dużej mierze napędzany przez ruchy zielonoświątkowe i neozielonoświątkowe, które stanowią zdecydowaną większość wśród brazylijskich ewangelików. Szacuje się, że liczba wszystkich zielonoświątkowców w Brazylii przekracza 25 milionów, co umieszcza ją w czołówce krajów z największą liczbą zielonoświątkowców na świecie[134]. Najwyższy odsetek protestantów obserwuje się w regionach Północnym (36,8%) oraz Środkowo-Zachodnim (31,4%), a także w obszarach metropolitalnych Południowego-Wschodu[133].
- Brak religii: Grupa osób niedeklarujących żadnej przynależności religijnej także rośnie, stanowiąc obecnie 9,28% populacji (wzrost z 8% w 2010 roku). Największy odsetek osób bez przynależności religijnej odnotowuje się w Regionie Południowo-Wschodnim (10,5%), zwłaszcza w stanie Rio de Janeiro[133].
- Spirytyzm: Wyznawcy spirytyzmu (kardecystycznego) stanowią 1,84% populacji[11].
- Religie afrobrazylijskie (Umbanda i Candomblé): Odnotowano znaczący wzrost wyznawców tych religii, które obecnie stanowią 1,05% społeczeństwa (wzrost z 0,3% w 2010 roku)[11].
- Inne religie: Łącznie 4,01% populacji[11]. W tej kategorii znajdują się liczne, mniejsze grupy religijne, w tym mormoni, świadkowie Jehowy, żydzi, prawosławni, buddyści, muzułmanie, hinduiści i bahaiści.

Zaledwie 8% katolików w Brazylii uczestniczy we Mszy Świętej co najmniej raz w tygodniu, co pokazuje rosnącą dysproporcję między deklarowaną przynależnością do Kościoła katolickiego a rzeczywistą regularną praktyką.

## Sport

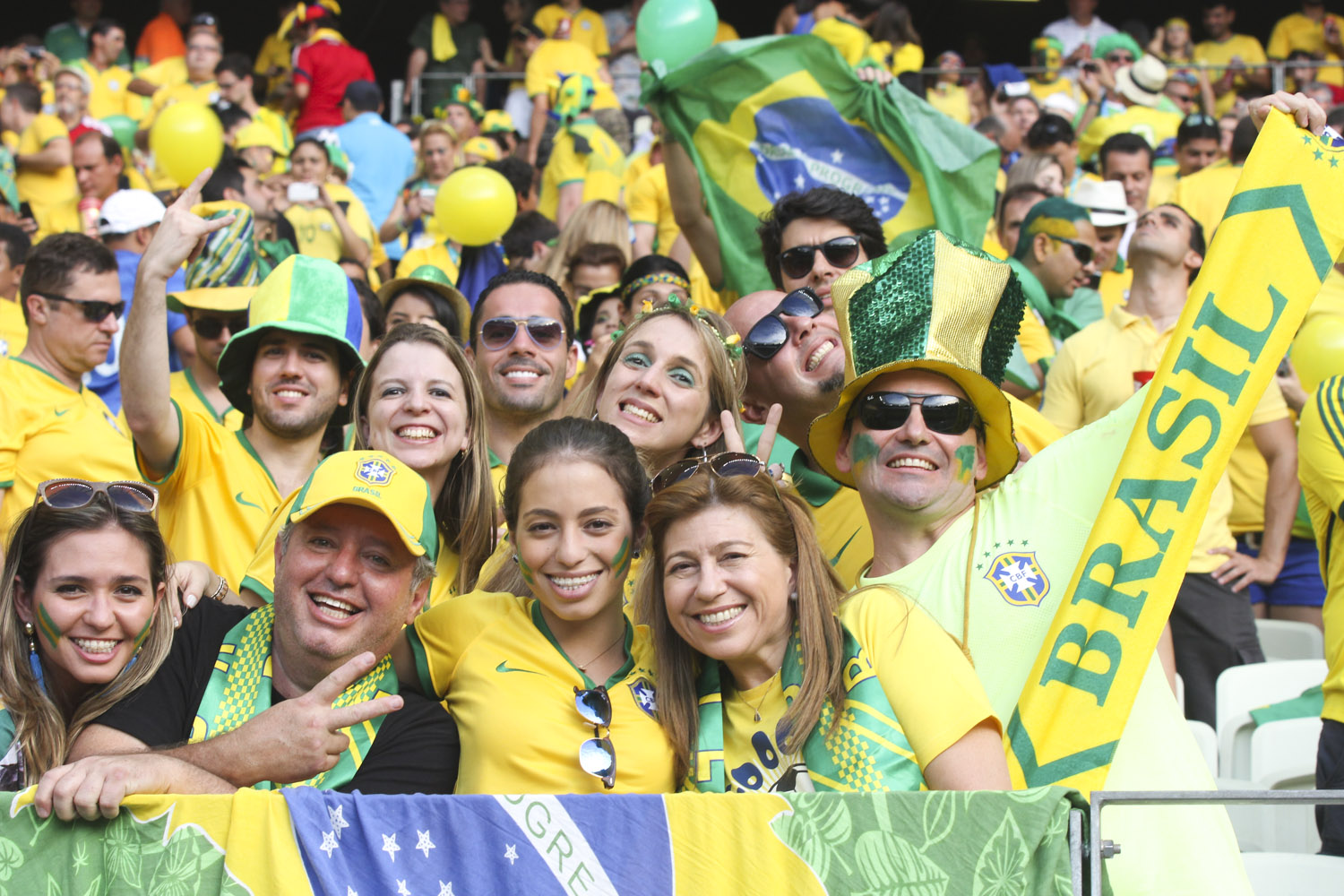
Mistrzostwa Świata w Piłce Nożnej 2014

Najpopularniejszym sportem w Brazylii jest piłka nożna. Za jednego z najlepszych w historii dyscypliny piłkarza na świecie wielu uważa Brazylijczyka Pelé. Reprezentacja Brazylii 5 razy zdobyła mistrzostwo świata.
Ogromną popularnością w Brazylii cieszą się wyścigi Formuły 1. Brazylijczycy doczekali się wielu wspaniałych kierowców. Szczególnie wspominają tragicznie zmarłego Ayrtona Sennę, który uważany jest za najlepszego kierowcę w historii F1. W tej serii wyścigowej startował Felipe Massa oraz Rubens Barrichello.
Również w siatkówce halowej mężczyzn Brazylia była na początku XXI w. absolutnym dominatorem, wygrała większość ważnych turniejów międzynarodowych. Jednym z sukcesów jest pokonanie reprezentacji Polski w finale MŚ 2006 3:0. Największą gwiazdą reprezentacji Brazylii był Giba. W tej dyscyplinie warto odnotować również sukcesy pochodzących z tego kraju kobiet. Światową dominację Brazylii przerwali dopiero siatkarze z Polski, a Brazylijczycy podczas dwóch Mistrzostw Świata (2014 i 2018) kończyli rozgrywki ze srebrnymi medalami.
Coraz popularniejsza na świecie (i również w Polsce) staje się pochodząca ze stanu Bahia capoeira – tradycyjna brazylijska sztuka walki połączona z elementami tańca i egzotyczną muzyką. Sekcje różnych grup ‘capoeira’ prężnie działają też w wielu miastach Polski. Prócz capoeira Brazylijczycy opracowali kilka innych sztuk walki, takich jak luta livre i BJJ – brazylijską odmianę ju-jitsu.
Brazylia dwa razy organizowała mistrzostwa świata w piłce nożnej: w 1950 i 2014 roku.
W 2016 roku w Rio de Janeiro odbyły się letnie igrzyska olimpijskie.

## Siły zbrojne

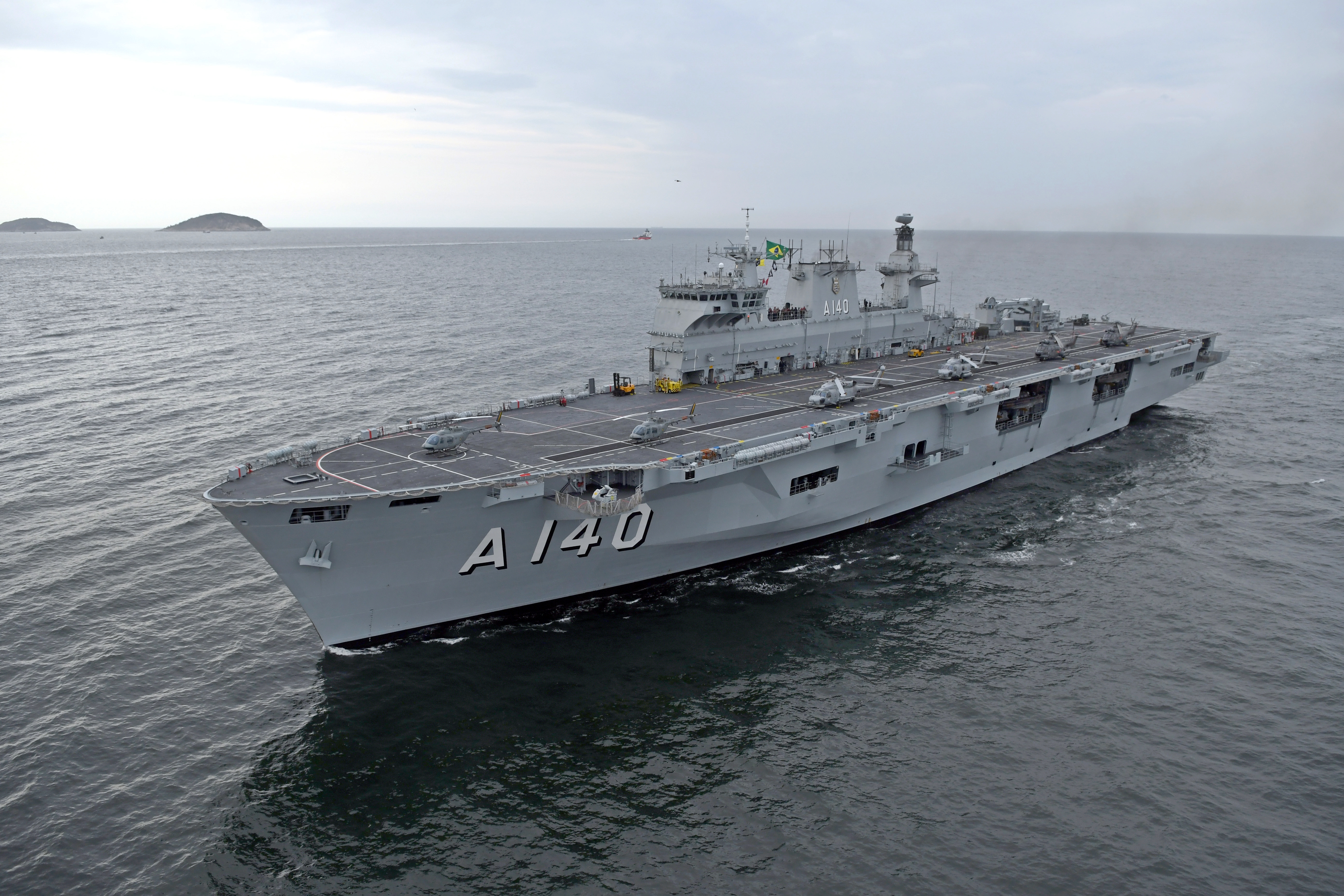
Lotniskowiec „Atlântico”, okręt flagowy brazylijskiej marynarki wojennej

Brazylia w składzie swoich sił zbrojnych posiada siły lądowe (Exército Brasileiro), marynarkę wojenną (Marinha do Brasil), w jej składzie lotnictwo morskie (Aviação Naval Brasileira) i piechotę morską (Corpo de Fuzileiros Navais), oraz siły powietrzne (Força Aérea Brasileira). Brazylia realizowała program nuklearny mający na celu pozyskanie broni jądrowej. Został on jednak anulowany.
Wojska brazylijskie liczą 334,5 tys. żołnierzy zawodowych oraz 1,34 mln rezerwistów. Według rankingu Global Firepower (2021) brazylijskie siły zbrojne stanowią 9. siłę militarną na świecie, z rocznym budżetem na cele obronne w wysokości 29,3 mld dolarów (USD).